# Герца (річка)
Ге́рца, Ге́рцівка, Герцушка (у верхній течії — Тернавка) — річка в Україні, у межах Герцаївського району Чернівецької області. Права притока Пруту (басейн Дунаю). 

## Опис
Довжина 20 км, площа водозбірного басейну 132 км². Похил річки 2,8 м/км. Річка рівнинного типу. Долина здебільшого вузька і глибока (за винятком пригирлової частини). Річище помірнозвивисте. 

## Розташування
Річка Герца (Герцівка) бере початок у лісовому масиві, на південний схід від села Куликівки. Тече переважно на північний схід (у кількох місцях — на північ). Впадає до Пруту на схід від села Лунка. 
Основні притоки: Свинке, Нирєу-Герца, Баранка (праві). 
Над річкою розташовані: села Тернавка, Могилівка, Великосілля, Лунка, а також місто Герца. 